# Cossurella sima
Cossurella sima är en ringmaskart som först beskrevs av Fauchald 1972.  Cossurella sima ingår i släktet Cossurella och familjen Cossuridae. Inga underarter finns listade i Catalogue of Life.